# Championnat du Tadjikistan de football

## Histoire
Sous l'ère soviétique, le football au Tadjikistan était intégré dans le système sportif de l'URSS. Des clubs comme le Dinamo Stalinabad (ancien nom de Douchanbé) participaient aux championnats régionaux et nationaux soviétiques. Le club SKA-Pamir Douchanbé a notamment évolué dans la première division soviétique entre 1989 et 1991, marquant la présence la plus notable d'une équipe tadjike à ce niveau.
L'indépendance du Tadjikistan en 1991 a entraîné la nécessité de créer des structures sportives nationales. Ainsi, en 1992, la première édition du championnat national a été lancée, avec la participation de 12 équipes, dont certaines issues des anciennes divisions soviétiques.

## Professionnalisation
Le début des années 2000 a vu une tentative de professionnalisation du championnat, avec l'introduction de sponsors et une meilleure organisation. Cependant, c'est en 2007, avec la création du FC Istiqlol Douchanbé, que le paysage footballistique tadjik a connu un tournant majeur.
Istiqlol a rapidement dominé la ligue, remportant 13 titres de champion jusqu'en 2024, dont 11 consécutifs depuis 2014. Cette suprématie a été facilitée par des investissements significatifs, une infrastructure solide et une gestion professionnelle.
Le club a également brillé sur la scène internationale, participant régulièrement à la Ligue des champions de l'AFC. Cette domination a toutefois soulevé des questions sur la compétitivité du championnat et la nécessité de renforcer les autres clubs pour équilibrer la compétition.

## Défis
Le championnat continue de faire face à des défis, notamment en termes d'infrastructures, de financement et de développement des talents locaux. La pandémie de COVID-19 a également perturbé les saisons récentes, mettant en évidence la fragilité du système.
Néanmoins, des efforts sont en cours pour renforcer la ligue, avec des initiatives visant à améliorer la formation des jeunes, attirer des sponsors et moderniser les stades. La Fédération de football du Tadjikistan joue un rôle central dans ces réformes, cherchant à élever le niveau du football national.
L'avenir du championnat dépendra de sa capacité à diversifier ses sources de revenus, à promouvoir une concurrence saine entre les clubs et à s'intégrer davantage dans le paysage footballistique asiatique. Avec une population jeune et passionnée de football, le Tadjikistan a le potentiel de faire de sa ligue un modèle de réussite dans la région.

## Palmarès

### Sous l'URSS
- 1937    Dinamo Stalinabad
- 1938-1947   Non joué
- 1948    Sbornaya Gissara
- 1949    Dinamo Stalinabad
- 1950    Dinamo Stalinabad
- 1951    Dinamo Stalinabad
- 1952    Profsoyuz Leninabad
- 1953    Dinamo Stalinabad
- 1954    Profsoyuz Leninabad
- 1955    Dinamo Stalinabad
- 1956    Metallurg Leninabad
- 1957    Taksobaza Stalinabad
- 1958    Dinamo Stalinabad
- 1959    Kuroma Taboshary
- 1960    Pogranichnik Douchanbé
- 1961    Vakhsh Kurgan-Tyube
- 1962    Pogranichnik Douchanbé
- 1963    DSA Douchanbé
- 1964    Zvezda Douchanbé
- 1965    Zvezda Douchanbé
- 1966    Volga Douchanbé
- 1967    Irrigator Douchanbé
- 1968    Irrigator Douchanbé
- 1969    Irrigator Douchanbé
- 1970    Pedagogichesky Ins. Douchanbé
- 1971    TIFK Douchanbé
- 1972    Neftyanik Leninsky Rayon
- 1973    Politekhnichesky Ins. Douchanbé
- 1974    SKIF Douchanbé
- 1975    SKIF Douchanbé
- 1976    SKIF Douchanbé
- 1977    Metallurg Regar
- 1978    Pakhtakor Kurgan-Tyube
- 1979    Trudovye Rezervy Dushanbe
- 1980    Chashma Shaartuz
- 1981    Trikotazhnik Ura-Tyube
- 1982    Trikotazhnik Ura-Tyube
- 1983    Trikotazhnik Ura-Tyube
- 1984    Trikotazhnik Ura-Tyube
- 1985    Vakhsh Kurgan-Tyube
- 1986    SKIF Douchanbé
- 1987    SKIF Douchanbé
- 1988    SKIF Douchanbé
- 1989    Metallurg Tursun-Zade
- 1990    Avtomobilist Kurgan-Tyube
- 1991    Sokhibkor Douchanbé

### Depuis l'indépendance
| * - 1992 : Pamir Douchanbé - 1993 : Sitora Douchanbé - 1994 : Sitora Douchanbé - 1995 : Pamir Douchanbé - 1996 : Dinamo Douchanbé - 1997 : Vakhsh Qurghonteppa - 1998 : Varzob Douchanbé - 1999 : Varzob Douchanbé | - 2000 : Varzob Douchanbé - 2001 : Regar-TadAZ Tursunzoda - 2002 : Regar-TadAZ Tursunzoda - 2003 : Regar-TadAZ Tursunzoda - 2004 : Regar-TadAZ Tursunzoda - 2005 : Vakhsh Qurghonteppa - 2006 : Regar-TadAZ Tursunzoda - 2007 : Regar-TadAZ Tursunzoda - 2008 : Regar-TadAZ Tursunzoda - 2009 : Vakhsh Qurghonteppa | - 2010 : Istiqlol Douchanbé - 2011 : Istiqlol Douchanbé - 2012 : Ravshan Kulob - 2013 : Ravshan Kulob - 2014 : Istiqlol Douchanbé - 2015 : Istiqlol Douchanbé - 2016 : Istiqlol Douchanbé - 2017 : Istiqlol Douchanbé - 2018 : Istiqlol Douchanbé - 2019 : Istiqlol Douchanbé | - 2020 : Istiqlol Douchanbé - 2021 : Istiqlol Douchanbé - 2022 : Istiqlol Douchanbé - 2023 : Istiqlol Douchanbé - 2024 : Istiqlol Douchanbé |